# Consonne battue latérale rétroflexe voisée
La consonne battue latérale rétroflexe voisée est un son existant dans certaines langues parlées. Il n'a pas de symbole API, mais il correspondrait à un r allongé renversé avec en plus un hameçon rétroflexe, et est parfois représenté avec [ɺ] qui représente aussi la consonne battue latérale alvéolaire voisée, ou ce symbole avec le signe diacritique de rétraction [ɺ̠], avec le crochet rétroflexe [𝼈], ou encore avec le symbole [ɭ] qui représente aussi la consonne spirante latérale rétroflexe voisée ou ce symbole avec le signe diacritique de brièveté [ɭ̆].[réf. nécessaire]

## Caractéristiques
Voici les caractéristiques de la consonne battue latérale rétroflexe voisée:
- Son mode d'articulation est battu, ce qui signifie qu’elle est produite en contractant brièvement les muscles d'un point d’articulation, sur l'autre.
- Son point d’articulation est rétroflexe, ce qui signifie qu'elle est articulée avec la pointe de la langue retournée contre le palais.
- Sa phonation est voisée, ce qui signifie que les cordes vocales vibrent lors de l’articulation.
- C'est une consonne orale, ce qui signifie que l'air ne s’échappe que par la bouche.
- C'est une consonne latérale, ce qui signifie qu’elle est produite en laissant l'air passer sur les deux côtés de la langue, plutôt que dans le milieu.
- Son mécanisme de courant d'air est égressif pulmonaire, ce qui signifie qu'elle est articulée en poussant l'air par les poumons et à travers le chenal vocatoire, plutôt que par la glotte ou la bouche.

## En français
Le [𝼈] n'existe pas en français

## Autres langues
Ce son existe dans l'iwaidja ([na uli𝼈], « mon pied »), le pashto (ړوند [und𝼈] « en aveugle »), en tamil en tant qu'allophone du /ɭ/ et en kobon (écrite ƚ).

## Symbole

Alvéolaire et rétroflexe laterale battue (avec un crochet rétroflexe).

Dans l’alphabet phonétique international, ou certaines variantes non standard, la consonne battue latérale rétroflexe voisée peut être représentée par :
- [ɺ] qui représente aussi la consonne battue latérale alvéolaire voisée[1]
  - avec le signe diacritique de rétraction [ɺ̠][2]
  - avec le crochet rétroflexe [𝼈][3] (non standard et comme il n'existe pas de symbole Unicode correspondant, on peut utiliser [ɺ], symbole de la consonne alvéolaire latérale battue voisée, auquel on ajoute cette diacritique pour faire [𝼈])
- [ɭ][4] qui représente aussi la consonne spirante latérale rétroflexe voisée
  - avec le signe diacritique de brièveté [ɭ̆].[réf. nécessaire]